# Uí Dúnlainge
Los Uí Dúnlainge, del irlandés antiguo "nietos de Dúnlaing", fueron una dinastía irlandesa de reyes de Leinster que remontaban su origen a Dúnlaing mac Énda Niada, del que se dice era primo de Énnae Cennsalach, ancestro epónimo de la dinastía rival de Uí Cheinnselaig.
Tras la muerte de Áed mac Colggen en la Batalla de Ballyshannon en 738, las pretensiones de la familia al trono de Leinster no encontraron oposición, y disfrutaron del poder en la provincia entre 750 y 1000. La dinastía se dividió en tres ramas que se alternaron en el poder durante este periodo, lo que, según Francis John Byrne del University College Dublin, habría sido como mantener "tres naranjas en el aire" (la corona de Ulaid también rotaba entre varias familias). En total, 14 reyes de los Uí Muiredaig (posteriormente los O'Toole) reinaron desde Mullaghmast, 9 reyes de los Uí Faelain (más tarde convertidos en O'Byrnes) tuvieron su sede en Naas y 10 de los Uí Dúnchada, posteriormente FitzDesmonds gobernaron desde Lyons Hill, cerca de Dublín.
La influencia de la familia contribuyó a que varios lugares de Kildare se convirtiesen con el tiempo en lugares casi míticos para la literatura heroica y romántica, como Dindeanchas, Dinnshenchas Érenn. Tras la muerte en 1042 de Murchad Mac Dunlainge, el último rey de Leinster con sede en Kildare, la corona de Leinster revirtió en la familia de los Uí Cheinnselaig, que gobernaban el sureste de la provincia.

## Lecturas complementarias
- O'Brien, Michael A. "A Middle Irish poem on the Christian kings of Leinster." Ériu 17 (1955). pp. 35-51.

- Datos: Q521469